# Ola Hobber Nilsen
Ola Hobber Nilsen (Oslo, 20 februari 1986) is een Noors voetbalscheidsrechter. Hij was in dienst van FIFA en UEFA tussen 2015 en 2019. Ook leidt hij sinds 2011 wedstrijden in de Eliteserien.
Op 27 november 2011 leidde Nilsen zijn eerste wedstrijd in de Noorse nationale competitie. Tijdens het duel tussen FK Haugesund en Strømsgodset IF (5–1) trok de leidsman vijfmaal de gele kaart. In Europees verband debuteerde hij tijdens een wedstrijd tussen Europa en Slovan Bratislava in de eerste voorronde van de Europa League; het eindigde in 0–6 voor de bezoekers en Nilsen gaf twee gele kaarten. Zijn eerste interland floot hij op 29 maart 2016, toen Ierland met 2–2 gelijkspeelde tegen Slowakije. Tijdens dit duel gaf Nilsen drie gele kaarten, aan de Ier James McClean en de Slowaken Peter Pekarík en Erik Sabo.

## Interlands
| Datum            | Plaats              | Wedstrijd               | Uitslag | Competitie             | Kreeg geel | Kreeg voor de tweede keer geel en dus rood | Weggestuurd |
| ---------------- | ------------------- | ----------------------- | ------- | ---------------------- | ---------- | ------------------------------------------ | ----------- |
| 29 maart 2016    | Dublin, Ierland     | Ierland – Slowakije     | 2 – 2   | Vriendschappelijk      | 3          | 0                                          | 0           |
| 9 november 2017  | Helsinki, Finland   | Finland – Estland       | 3 – 0   | Vriendschappelijk      | 0          | 0                                          | 0           |
| 22 maart 2018    | Marbella, Spanje    | Letland – Faeröer       | 1 – 1   | Vriendschappelijk      | 5          | 0                                          | 0           |
| 7 september 2018 | Bakoe, Azerbeidzjan | Azerbeidzjan – Kosovo   | 0 – 0   | Nations League 2018/19 | 1          | 0                                          | 0           |
| 16 oktober 2018  | Herning, Denemarken | Denemarken – Oostenrijk | 2 – 0   | Vriendschappelijk      | 2          | 0                                          | 0           |
| 8 juni 2019      | Glasgow, Schotland  | Schotland – Cyprus      | 2 – 1   | EK 2020 kwalificatie   | 3          | 0                                          | 0           |